# Pacs del Penedès
Pacs del Penedès és un municipi de la comarca de l'Alt Penedès. S'estén a l'esquerra del riu Foix, que en forma el límit occidental. Drena el terme també la riera de Llitrà (dita també riera de Pacs) que ve des de Vilobí.
És accidentat pels turons de Sant Pau (302 m alt), que el separen del terme de Vilafranca. Pacs del Penedès celebra la seva festa major el primer cap de setmana del mes d'agost i la festa major del barri l'Agrícola al juliol. La població es distribueix en diferents barris: l'Agrícola, la Rectoria, el Pla de Cavalls, el Salinar, la Serra i Can Lleó.
Es tracta d'un terme petit i bàsicament agrícola. En el seu terme municipal hi ha les instal·lacions del Club Tennis Vilafranca i Torres. Poble molt tranquil i dispersat, però amb encant. El gentilici és Pacenc, Pacenca.
Des de juny del 2023, l'alcaldessa és Montserrat Amat Domènech.

## Geografia
- Llista de topònims de Pacs del Penedès (Orografia: muntanyes, serres, collades, indrets..; hidrografia: rius, fonts...; edificis: cases, masies, esglésies, etc).

## Demografia
| 1497 f | 1515 f | 1553 f | 1717 | 1787 | 1857 | 1877 | 1887 | 1900 | 1910 |
| ------ | ------ | ------ | ---- | ---- | ---- | ---- | ---- | ---- | ---- |
| -      | 16     | 21     | 110  | 116  | 294  | 285  | 370  | 399  | 402  |

| 1920 | 1930 | 1940 | 1950 | 1960 | 1970 | 1981 | 1990 | 1992 | 1994 |
| ---- | ---- | ---- | ---- | ---- | ---- | ---- | ---- | ---- | ---- |
| 410  | 392  | 340  | 376  | 409  | 574  | 401  | 419  | 448  | 448  |

| 1996 | 1998 | 2000 | 2002 | 2004 | 2006 | 2008 | 2010 | 2012 | 2014 |
| ---- | ---- | ---- | ---- | ---- | ---- | ---- | ---- | ---- | ---- |
| 620  | 635  | 653  | 680  | 739  | 787  | 855  | 881  | 879  | 892  |

| 2016 | 2018 | 2020 | 2022 | 2024 | 2026 | 2028 | 2030 | 2032 | 2034 |
| ---- | ---- | ---- | ---- | ---- | ---- | ---- | ---- | ---- | ---- |
| 894  | 908  | 918  | 935  | 935  | -    | -    | -    | -    | -    |

## Administració
| Període     | Alcalde o alcaldessa                           | Partit polític | Data de possessió     | Observacions |
| ----------- | ---------------------------------------------- | -------------- | --------------------- | ------------ |
| 1979–1983   | Josep Soler Ferrer                             | independent    | 19/04/1979            | --           |
| 1983–1987   | Josep Soler Ferrer                             | CiU            | 28/05/1983            | --           |
| 1987–1991   | Josep Soler Ferrer                             | CiU            | 30/06/1987            | --           |
| 1991–1995   | Josep Soler Ferrer                             | CiU            | 15/06/1991            | --           |
| 1995–1999   | Josep Soler Ferrer Joan Marrugat Bolet         | CiU            | 17/06/1995 05/11/1998 | --           |
| 1999–2003   | Joan Marrugat Bolet                            | CiU            | 03/07/1999            | --           |
| 2003–2007   | Joan Marrugat Bolet                            | CiU            | 14/06/2003            | --           |
| 2007–2011   | Joan Marrugat Bolet                            | CiU            | 16/06/2007            | --           |
| 2011–2015   | Josep Sogas i Raventós                         | CiU            | 11/06/2011            | --           |
| 2015–2019   | Josep Sogas i Raventós Montserrat Mascaró Gras | CiU            | 13/06/2015 01/12/2017 | --           |
| 2019-2023   | Montserrat Mascaró Gras                        | PDeCAT         | 15/06/2019            | --           |
| Des de 2023 | Montserrat Amat Domènech                       | Pacs Batega-AM | 17/06/2023            | --           |